# جاستن ميلو
إميليو بير (بالإنجليزية: Emilio Behr)‏ (من مواليد 7 نوفمبر 1995) والمعروف باسمه الفني جاستين ميلو هو دي جي هولندي ومنتج وموسيقي من أمستردام. حصل على اعتراف دولي وشهرة كبيرة بعد العمل والتعاون مع مارتن غاركس على أغنية "Bouncybob".